# Bonus iudex damnat improbanda, non odit
Bonus iudex damnat improbanda, non odit (лат. изговор: бонус јудекс дамнат импробанда, нон одит). Добар судија осуђује оно што је за осуду, а не мрзи. (Сенека)

## Поријекло изреке
Изрекао у смјени старе у нову еру Римски књижевник, главни представник модерног, „новог стила“ у вријеме Неронове владавине, Луције Енеј Сенека  .

## Значење
Објективност. Судија не смије да суди по личним осјећањима, по томе да ли нешто не воли и мрзи,  већ по намјери да је правичан.